# Saint-Martin-Petit

Saint-Martin-Petit este o comună în departamentul Lot-et-Garonne din sud-vestul Franței. În 2009 avea o populație de 430 de locuitori.

## Evoluția populației
| An        | 1975 | 1982 | 1990 | 1999 | 2006 | 2009 |
| --------- | ---- | ---- | ---- | ---- | ---- | ---- |
| Populație | 289  | 342  | 384  | 357  | 404  | 430  |